# Sãotoméduva
Sãotoméduva (Columba thomensis) är en fågel i familjen duvor inom ordningen duvfåglar.

## Utseende och läte
Sãotoméduvan är en stor (37–40 cm) och mycket mörk duva. Den har mörkgrått huvud, lansettformade nackfjädrar med svart mitt och blågrå spetsar. Nacken är djupt purpurtonad, manteln rödbrun, rygg och övergump svarta och övre stjärttäckarna mörkbruna. Undersidan är mörkt rödbrun med vita fläckar. Honan är mattare färgad än hanen. Lätet är ett djupt, nästan ugglelikt hoande.

## Utbredning och status
Fågeln förekommer enbart i skogar på São Tomé i Guineabukten. Den behandlas som monotypisk, det vill säga att den inte delas in i några underarter.

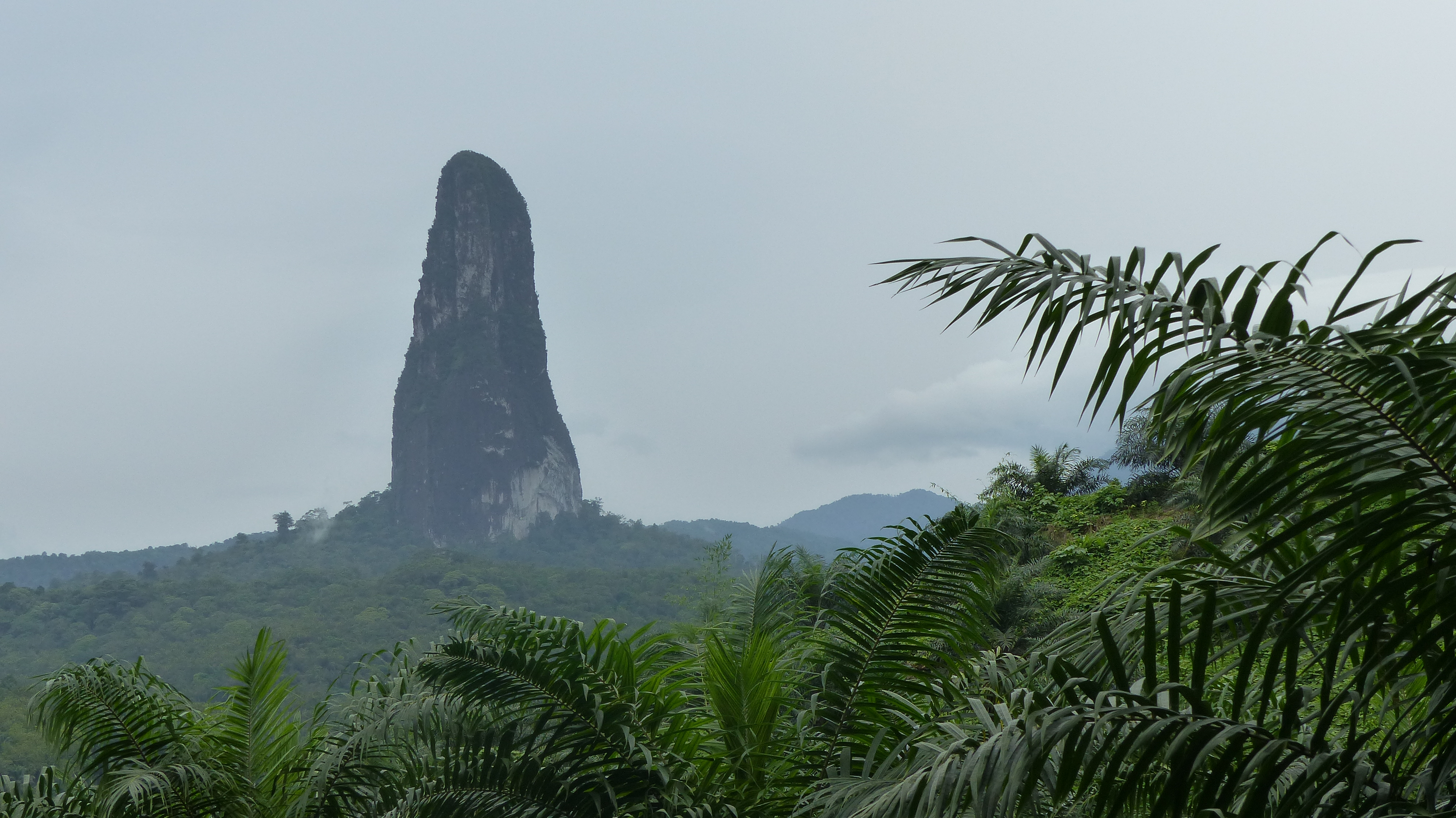
Fågeln förekommer endast på ön São Tomé i Guineabukten.

## Status och hot
Sãotoméduva har ett kraftigt begränsat utbredningsområde och en mycket liten världspopulation bestående av uppskattningsvis endast 250–1000 vuxna individer. Den tros också minska i antal till följd av intensivt jakttryck. Fågeln är därför upptagen på internationella naturvårdsunionen IUCN:s röda lista över hotade arter, kategoriserad som starkt hotad (VU).